# 稲荷山古墳 (富津市)
稲荷山古墳（いなりやまこふん）は、富津市青木にある前方後円墳。内裏塚古墳群の1つを構成する。富津市指定史跡に指定され、国の史跡への指定が答申されている（史跡「内裏塚古墳群」のうち、官報告示を経て正式指定となる）。

## 概要
小糸川左岸の海岸平野低地にあり、6世紀の築造と推定されている。主軸長102m、後円部径52m、前方部幅84mで、高さは前方・後円ともに10m前後で、周りを周湟（濠）が口円で22m・前方で17mの幅で巡らされており、現在はその跡がそのまま水田になっている。更に調査によってその外側にも全長202mの盾形周湟があったことも確認されている。墳丘の形状と二重の周濠を持つという点が埼玉県行田市埼玉古墳群の将軍山古墳に類似しており、両者が何らかの関係を築いていたと考えられている。